# 刺殺終點戰
是一部2018年美國黑色幽默驚悚片，由禾根·史坦執導，瑪歌·羅比、西蒙·柏奇、戴斯特·費查、麥斯·艾恩斯和麥克·邁爾斯主演。電影定於2018年5月11日於美國上映。

## 劇情概要
在某個神祕城市，歷史老師比爾自殺未果。某夜比爾在咖啡廳認識服務生安妮，兩人討論自殺方法；同時，一對殺手師徒接獲組織命令，來咖啡廳用餐並等待目標現身。後來安妮帶比爾到廢棄火車站，講述其年幼在監護學校時被老師性侵的過往；當比爾意識到安妮在控訴以前自己性侵她的罪行時，便遭安妮殺害；另一邊，殺手徒弟聽信安妮巧言而殺害師父，然後被安妮擊殺。
安妮得到組織首腦柯林頓信任，進入隱密空間時趁機擊昏柯林頓。之後安妮的雙胞胎姊妹邦妮出現，描述她們母親克洛伊被柯林頓性侵懷孕又遭其誤殺的過往。最終兩人虐殺生父柯林頓。

## 演員
- 瑪歌·羅比 飾 安妮[2]
- 西蒙·柏奇 飾 比爾[3]
- 戴斯特·費查 飾 文斯[3]
- 麥斯·艾恩斯[3]
- 麥克·邁爾斯[3]
- 卓丹·鄧 飾 穴兔
- 馬修·路易斯 飾 藍尼
- 托馬斯·托庫斯 飾 雷蒙
- 尼克·莫蘭 飾 伊林
- 凱塔琳娜·凱斯（英语：Katarina Čas） 飾 克洛伊·梅里維瑟
- 積·森遜 飾 丹尼

## 製作

### 拍攝
主體拍攝於匈牙利布達佩斯進行。

## 發行
電影定於2018年5月11日上映。

## 外部連結
- 互联网电影数据库（IMDb）上《刺殺終點戰》的资料（英文）
- 爛番茄上《刺殺終點戰》的資料（英文）
- 时光网上《刺殺終點戰》的資料（简体中文）
- 豆瓣电影上《刺殺終點戰》的資料 （简体中文）